# Юсельданж (комуна)
Юсельданж (люксемб. Useldeng, фр. Useldange, нім. Useldingen) — комуна Люксембургу. Входить до складу кантону Реданж в окрузі Дикірх.

## Географія
Площа території комуни становить 23,92 км² (35-е місце за цим показником серед 116 комун Люксембургу).
Найвища точка комуни над рівнем моря — 377 метрів (82-е місце за цим показником серед комун країни), найнижча — 232 метрів (48-е місце).

## Демографія
Станом на 2011 рік на території комуни мешкало 1 506 ос.
Динаміка чисельності населення:

## Адміністративний поділ
До складу комуни входять такі поселення:
| Поселення  | Населення за даними переписів: | Населення за даними переписів: | Населення за даними переписів: |
| Поселення  | на 31.03.1981                  | на 01.03.1991                  | на 15.02.2001                  |
| ---------- | ------------------------------ | ------------------------------ | ------------------------------ |
| Еверланж   | 239                            | 265                            | 350                            |
| Ріппвайлер | 105                            | 117                            | 145                            |
| Шандель    | 170                            | 172                            | 184                            |
| Юсельданж  | 526                            | 530                            | 622                            |